# Вікіпедія мовою майтхілі
Вікіпедія мовою майтхілі (майтхілі विकिपिडिया) — розділ Вікіпедії мовою майтхілі. Створена у 2014 році. Вікіпедія мовою майтхілі станом на 28 березня 2025 року містить 14 198 статей, 15 390 зареєстрованих користувачів, 36 активних дописувачів, 5 адміністраторів
. Загальна кількість сторінок у Вікіпедії мовою майтхілі — 44 208, редагувань — 266 780, завантажених файлів — 125
. Глибина (рівень розвитку мовного розділу) Вікіпедії мовою майтхілі мала і становить 27 пунктів
. 

## Історія
- Листопад 2011 — створена 100-та стаття[3].
- Червень 2014 — створена 1 000-на стаття[3].
- Квітень 2016 — створена 2 000-на стаття[4].